# Uropsilus investigator
La talpa toporagno ficcanaso  (Uropsilus investigator, Thomas, 1922) è un mammifero della famiglia dei Talpidae, endemico della Cina. La specie è nota attraverso lo studio di un solo esemplare.

## Descrizione
Questa talpa è simile a un toporagno per forma e dimensioni. A differenza della maggioranza delle talpe, le orecchie sono grandi e sporgono dalla testa. Il muso è lungo e la sottile coda può essere lunga quanto tutto il corpo. Le zampe anteriori, piccole e dotate di unghie curve e deboli, non sono adatte allo scavo.

## Distribuzione e habitat
Si pensa che l'areale sia formato da zone ristrette della provincia dello Yunnan, nella Cina meridionale. L'esemplare tipico fu rinvenuto all'altitudine di 3600 m.

## Biologia
La specie non è stata studiata in natura e le sue abitudini non sono note.

## Status e conservazione
La IUCN Red List classifica questa specie come in pericolo di estinzione.
La Zoological Society of London, in base a criteri di unicità evolutiva e di esiguità della popolazione, considera Uropsilus investigator una delle 100 specie di mammiferi a maggiore rischio di estinzione.